# Adolphe Muller

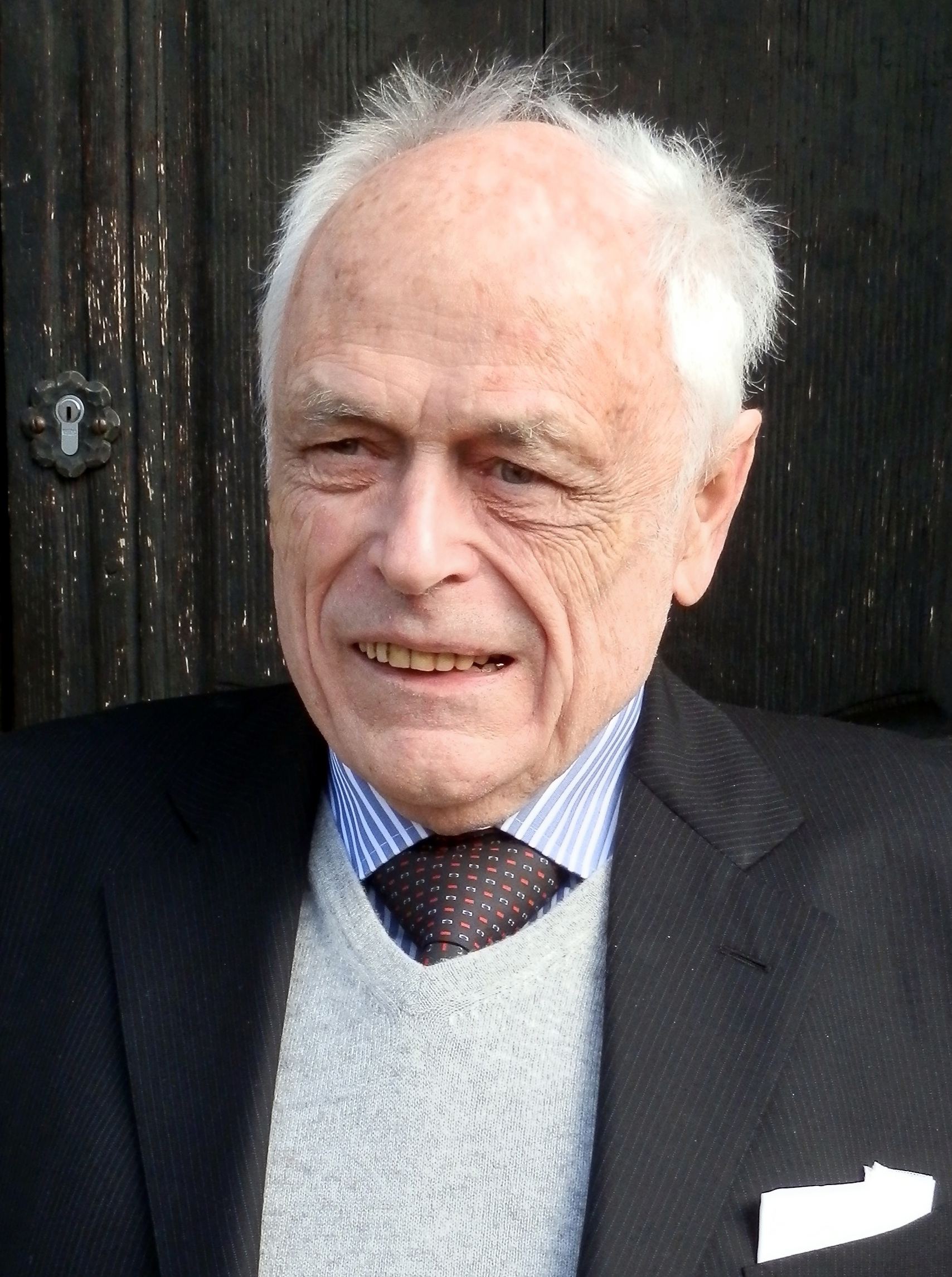
Adolphe Muller, 2016

Adolphe Muller (* 1. März 1936 in Gasperich (Stadt Luxemburg); † 30. Dezember 2018 ebenda) war ein luxemburgischer Geologe und Hochschullehrer an der RWTH Aachen.

## Leben
Nach seinem Schulabschluss 1956 am Lycée de garçons de Luxembourg studierte Adolphe Muller Geologie in Aachen, Tübingen und Freiburg im Breisgau. Seinen Abschluss als Diplomgeologe erhielt er 1961 an der RWTH Aachen, wo er auch 1968 mit der Dissertation Die Mergel und Kalke von Strassen: eine stratigraphische Studie zur Ausbildung des Sinémurien s. str. in Luxemburg promoviert wurde. Ab 1970/71 lehrte er Einführungskurse im Fach Geologie (Cours supérieurs) an der Universität Luxemburg. 1978/79 vertrat er den Lehrstuhl für Geologie an der Universität des Saarlandes.
Seine akademische Karriere war eng mit der RWTH Aachen verbunden, wo er sich 1973 habilitierte und seit 1974 Dozent war. 1977 wurde er zum apl. Professor und 1980 erhielt er die Professur für Allgemeine und Historische Geologie. Die Pensionierung erfolgte im Jahre 2001. Schwerpunkte seiner Forschungstätigkeit waren das Karbon des Rheinlandes und das Mesozoikum von Luxemburg und Lothringen.
Gemeinsam mit Simone Guérin-Franiatte verfasste er die Erstbeschreibung des Ammoniten Caloceras luxemburgense.
Adolphe Mullers jüngerer Bruder ist der Forstingenieur Frantz Charles Muller.

## Mitgliedschaften
- Section des sciences des Institut Grand-Ducal[5]; dort wurde Muller im Oktober 1969 korrespondierendes Mitglied[6] und Vollmitglied (Membre effectif) ab Juni 1979.[7]

- 2001 Gründungsmitglied des Institut géologique Michel-Lucius (IGML).[8]

- Präsident der 1967 gegründeten Association géologique du Luxembourg (AGL).[9]

- 2001 Mitglied der Société des naturalistes luxembourgeois (SNL); offizielle Aufnahme bei der Generalversammlung im Januar 2002.[10]

## Publikationen (Auswahl)
- Bintz, J. & A. Muller, 2003. L’Institut géologique Michel Lucius (IGML): une ouverture pour les sciences de la Terre au Luxembourg et dans les pays avoisinants. Revue technique luxembourgeoise 3/2003, S. 141–151.
- Guerin-Franiatte, S. & A. Müller, 1986. L'Hettangien dans le NE du Bassin de Paris: Biostratigraphie et évolution sédimentaire. Annales de la Société géologique de Belgique 109, S. 415–429.
- Muller, A., 1980. Géologie des Pays européens: Luxembourg. In: Géologie des Pays européens : France, Belgique, Luxembourg. Dunod, Paris, S. 577–594.
- Bintz, J., G. Even, P. Flekken, F. Hendricks & A. Muller, 1979. Zur Ausbildung des Räts in den Flachbohrungen Merschs (Luxemburg): Stratigraphische, sedimentologische und organisch-geochemische Untersuchungen. Publications du Service géologique du Luxembourg 10 (1979), S. 1–48.
- Guerin-Franiatte, S. & A. Muller, 1979. Découverte, en Luxembourg belge, de Schlotheimiidae primitives (Ammonites) dans les Pre-Planorbis Beds (Hettangien inférieur). Annales de la Société géologique de Belgique 101, S. 399–403.
- Muller, A., 1974. Die „Trias-Lias Grenzschichten Luxemburgs“: Faziesentwicklung am NE-Rand des Parisers Beckens. Publications du Service géologique de Luxembourg 23, S. 1–89.
- Muller, A., H. Parting & J. Thorez, 1974. Caractères sédimentologiques et minéralogiques des couches de passage du Trias au Lias sur la bordure nord-est du Bassin de Paris. Annales de la Société géologique de Belgique 96, S. 671–707.
- Bintz, J. & A. Muller (éd.), 1970. Contributions à la connaissance du Lias inférieur au Grand-Duché de Luxembourg. 2e partie: 1. Résultats des recherches géologiques faites sur la tranchée du S.E.B.E.S. Tronçon Eschdorf-Nospelt, Nospelt-Rébierg, Nospelt-Bridel; 2. Le Lias inférieur sur le plateau de Burmerange. Ouvrage mis au point par J. Bintz et Ad. Muller. Publications du Service géologique du Luxembourg 20, 127 S.
- Muller, A., 1970. Paysage géologique du Luxembourg: Le quadrilatère Dalheim, Medingen, Hassel, Altwies. Archives des sciences naturelles, physiques et mathématiques|Archives de la Section des Sciences naturelles, physiques et mathématiques de l'Institut grand-ducal de Luxembourg N.S. 34 (1968/1969), S. 383–417.
- Bintz, J. & A. Muller, 1970. Le Grès de Luxembourg entre la faille de Syren et la faille de Mondorf (SE du Grand-Duché de Luxembourg). Archives de la Section des Sciences naturelles, physiques et mathématiques de l'Institut grand-ducal de Luxembourg N.S. 34 (1968/1969), S. 419–429.
- Muller, A., W. Hiltmann & W. Hagemann, 1967. Contributions à la connaissance du Lias Inférieur au Grand-Duché de Luxembourg. 1ère partie. Publications du Service géologique de Luxembourg 17, 221 S.
- Bintz, J. & A. Muller, 1966. Sur la représentation du «Grès de Luxembourg» sur la nouvelle carte géologique générale du Grand-Duché. Archives de la Section des Sciences naturelles, physiques et mathématiques de l'Institut grand-ducal de Luxembourg N.S. 31 (1964/1965), S. 241–258.
- Muller, A., 1964. Untersuchungen über das Rät in Luxemburg. In: Livre à la mémoire du Docteur Michel Lucius. Ouvrage mis au point par J. Bintz. Publications du Service géologique de Luxembourg 14, S. 253–282.